# L'uomo della scatola magica
L'uomo della scatola magica (Człowiek z magicznym pudełkiem) è un film del 2017 diretto da Bodo Kox.
Pellicola di fantascienza polacca su un futuro distopico.

## Trama
In una Varsavia distopica dell'anno 2030, sotto un regime autoritario e opprimente, Adam è in fuga dalla zona più degradata di Varsavia e sta cercando di arrivare alla Città Nuova, dove si trovano le grosse compagnie e i grattacieli dell'alta società. L'uomo occupa un appartamento in un palazzo in rovina e si fa assumere come addetto alla pulizie per una di quelle compagnie, avendo modo di conoscere il collega Sebastian e l'affascinante Gloria, responsabile delle risorse umane. A dispetto delle differenze tra loro, nasce tra i due un sentimento passionale inaspettato. Un giorno Adam trova nel suo appartamento una radio degli anni Cinquanta: in una realtà dove la musica è drasticamente vietata dalle autorità, l'apparecchio, oltre a trasmettere canzoni di un tempo lontano, nasconde inquietanti segreti legati ad un esperimento sui viaggi temporali.